# Caularthron bilamellatum
Caularthron bilamellatum es una especie de orquídea epifita. Las flores blancas abriéndose una tras de otra y los 2 callos carnosos amarillos sobre el labelo son rasgos característicos de esta rara especie.

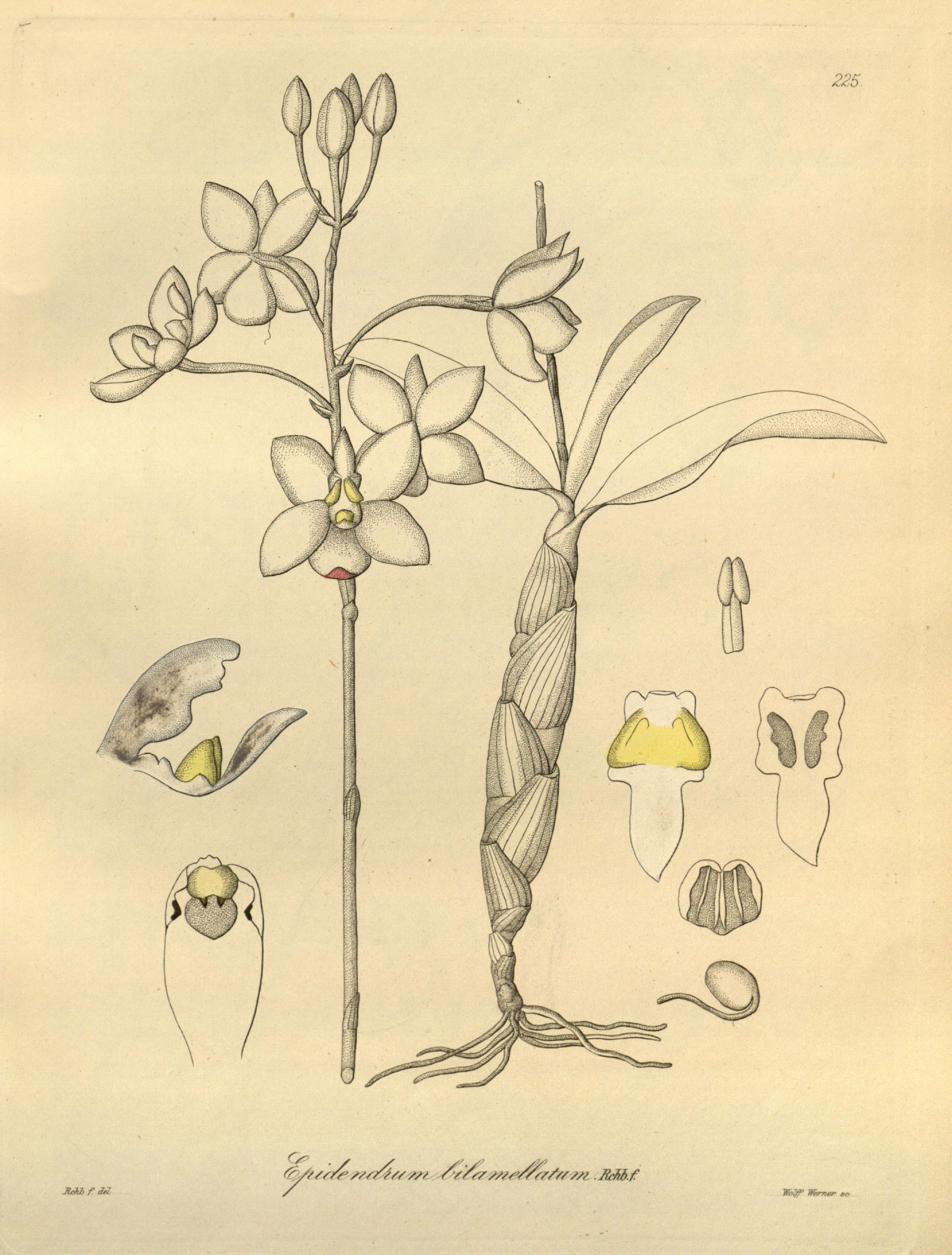
Ilustración

## Descripción
Es una planta de hábito epífita; tiene pseudobulbos fusiformes de 20 cm de largo y 1,5 cm de diámetro, huecos, envueltos en vainas membranáceas a veces con nervios purpúreos, 2- o 3-foliados. Las hojas algo conduplicadas, de 8 cm de largo y 2 cm de ancho, coriáceas. La inflorescencia es racemosa con 6–10 flores de textura gruesa, terminal, las flores de 15 mm de diámetro, blancas o algunas veces ligeramente coloreadas de rosado, a veces (al sol) con manchitas purpúreas, con callos amarillos; los sépalos de 12 mm de largo, con ápice engrosado y exteriormente algo verrugosos; los pétalos de 12 mm de largo; el labelo de 9 mm de largo, con borde denticulado, ligeramente 3-lobado, el lobo medio verrugoso, disco de 2 callos carnosos y erectos que dejan un hueco correspondiente en su lado inferior; columna de 8 mm de largo, apicalmente alada; ovario de 2 cm de largo, pedicelado. Cápsula 3 cm de largo.

## Distribución y hábitat
Se distribuye por México, Belice, Costa Rica, El Salvador, Guatemala, Honduras, Panamá, Nicaragua, Trinidad y Tobago, Venezuela, Colombia, Ecuador y Brasil. Es común en los bosques abiertos de la zona atlántica en alturas de 20–650 metros. La floración se produce en enero–abril.
Los pseudobulbos huecos se encuentran a menudo llenos de hormigas urticantes. Con frecuencia, las flores son cleistógamas.

## Taxonomía
Caularthron bilamellatum fue descrita por (Rchb.f.) R.E.Schult. y publicado en Botanical Museum Leaflets 18(3): 92. 1958.
Etimología
Caularthron  (abreviado Clrth.): nombre genérico que procede del griego  "kaulos" = "tallo" y  "arthron" = "juntos", en referencia a sus  pseudobulbos que se encuentran agrupados.
bilamellatum: epíteto latino
Sinonimia
- Epidendrum bilamellatum Rchb.f. in W.G.Walpers, Ann. Bot. Syst. 6: 345 (1862).
- Diacrium bilamellatum (Rchb.f.) Hemsl., Biol. Cent.-Amer., Bot. 3: 222 (1884).
- Epidendrum bigibberosum Rchb.f. in W.G.Walpers, Ann. Bot. Syst. 6: 346 (1862).
- Epidendrum indivisum Bradford ex Griseb., Fl. Brit. W. I.: 614 (1864).
- Diacrium bigibberosum (Rchb.f.) Hemsl., Biol. Cent.-Amer., Bot. 3: 222 (1884).
- Diacrium bicornutum var. indivisum (Bradford ex Griseb.) Cogn. in C.F.P.von Martius & auct. suc. (eds.), Fl. Bras. 3(5): 188 (1898).
- Diacrium venezuelanum Schltr., Repert. Spec. Nov. Regni Veg. Beih. 6: 41 (1919).
- Diacrium bilamellatum var. reichbachiana Schltr., Repert. Spec. Nov. Regni Veg. Beih. 17: 47 (1922).
- Diacrium bivalvatulum Schltr., Repert. Spec. Nov. Regni Veg. Beih. 19: 132 (1923).
- Caularthron bivalvatulum (Schltr.) H.G.Jones, Adansonia, n.s., 14: 300 (1974).
- Caularthron indivisum (Bradford ex Griseb.) Garay & Dunst., Orchids Venezuela: 107 (1979).[1]

## Nombres comunes
- Castellano: hormiguero, bachaquero.[3]